# Franz Roth
Franz "Bulle" Roth (sinh 27 tháng 4 năm 1946 tại Memmingen) là tiền vệ người Đức. Ông 4 lần chơi cho tuyển Tây Đức và được các fan của Hùm Xám đặt nicknames là "the Bull"(Bò Đực) để chỉ phong cách chơi mạnh mẽ của ông.
Roth là một trong số những cầu thủ nổi tiếng nhất của Bayern Munich trong lịch sử và được bầu trong danh sách Hall of Fame.

## Danh hiệu
- DFB-Pokal: 1965–66, 1966–67, 1968–69, 1970–71
- UEFA Cup Winners' Cup: 1966–67
- Bundesliga: 1968–69, 1971–72, 1972–73, 1973–74, 1979–80, 1980–81
- European Cup: 1973–74, 1974–75, 1975–76
- Intercontinental Cup: 1976
- Trofeo Santiago Bernabéu: 1979, 1980
- Trofeo Internacional Ciudad de Terrassa: 1972